# Ald Weishoès
Het Ald Weishoês (Oude Weeshuis) is een rijksmonument en ligt op de hoek van de Grote Kerkstraat en de Kleine Kerkstraat te Venlo. Ten zuiden van het pand bevindt zich het pand Drukkerij Wolters-Van Wylick.
Het gebouw is in gebruik als stadsherberg. 

## Geschiedenis

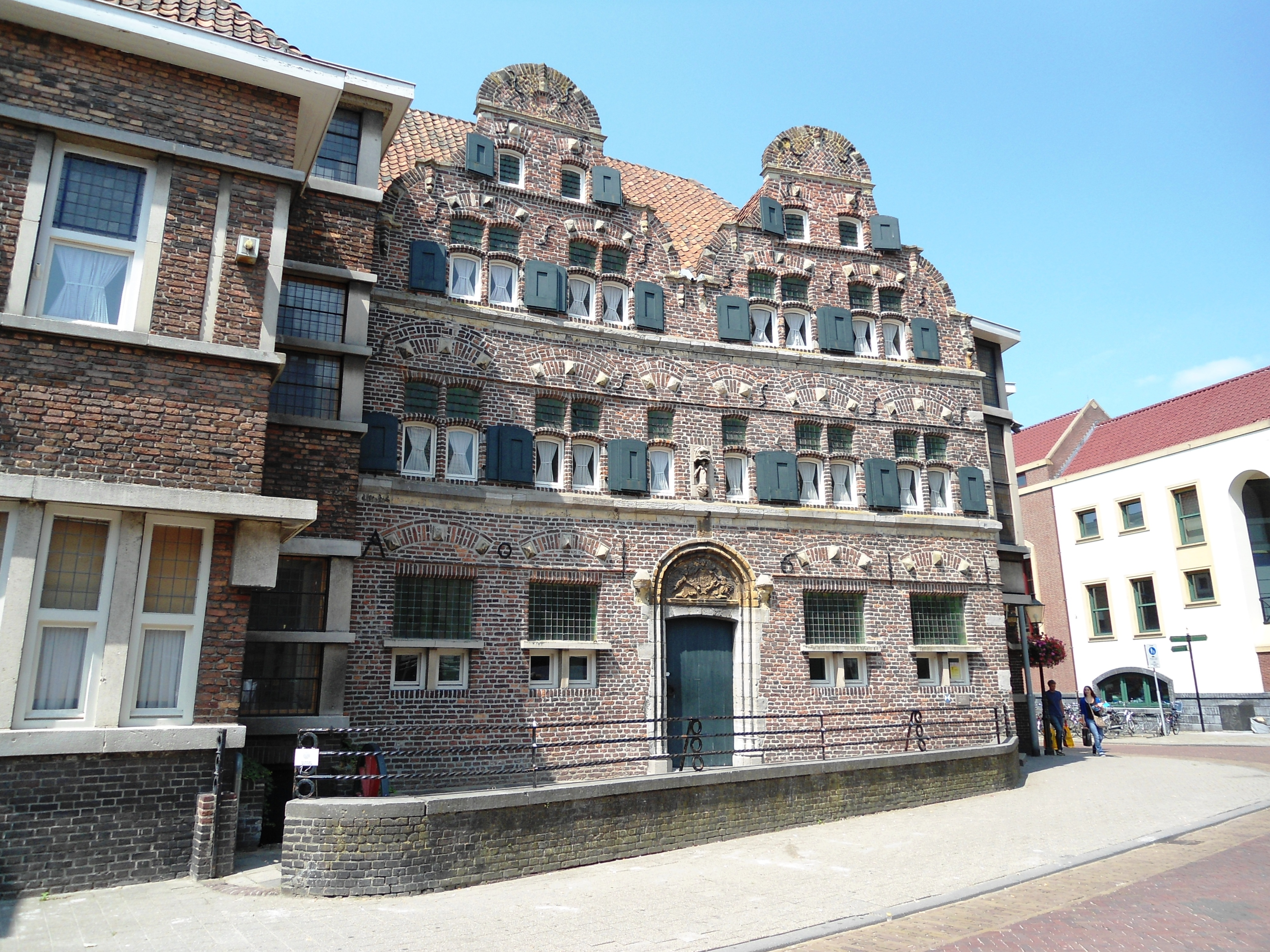
De 17e-eeuwse voorgevel van de Latijnse School

In de 17e eeuw werd het pand gebouwd, getuige de voorgevel waarin het ankerjaartal 1611 is aangebracht, en werd gebruikt als stadsschool.
In 1926 werd het pand geheel gerestaureerd, waarbij de frontgevel behouden is gebleven.

## Bouwwerk
De historische gevel aan de Grote Kerkstraat is symmetrisch en bestaat uit drie bouwlagen die van elkaar gescheiden zijn door een natuurstenen lijst. Centraal in het midden van de gevel bevindt zich de segmentboogvormige toegang met laatgotische ingangsomlijsting onder een rondboog met in het boogveld een boogtrommel met in reliëf twee engelen en in het midden het monogram IHS. Links en rechts van de toegang bevinden zich elk twee rechthoekige samengestelde vensters met daarin twee ramen met daarboven een bovenlicht uitgevoerd in glas-in-lood. In de tweede bouwlaag bevindt zich boven de ingang een nis met daarin een beeldje. Links en rechts van deze beeldnis bevindt zich een enkelvoudig venster met bovenlicht in glas-in-lood en daarnaast twee dubbele vensters met bovenlichten. De derde bouwlaag bevat vier dubbele vensters met bovenlichten in glas-in-lood. Daarboven zijn vier enkele vensters aangebracht. De vensters (exclusief de bovenlichten) in de tweede en derde bouwlaag zijn voorzien van luikjes en boven alle vensters zijn diamantkoppen aangebracht. De frontgevel loopt bovenaan uit in twee gezwenkte toppen.